# Comuna Seankî, Turka
Seankî (în ucraineană Сянки) este o comună în raionul Turka, regiunea Liov, Ucraina, formată din satele Binova și Seankî (reședința).

## Demografie
Componența lingvistică a comunei Seankî
     Ucraineană (99,69%)
     Alte limbi (0,16%)
Conform recensământului din 2001, majoritatea populației comunei Seankî era vorbitoare de ucraineană (99,69%), existând în minoritate și vorbitori de alte limbi.